# Guarapuava
Guarapuava ist ein brasilianisches Munizip in der Mitte des Bundesstaats Paraná. Es hatte 2021 geschätzt 183.755 Einwohner, die sich Guarapuavaner nennen. Mit einer Fläche von 3168 km² ist es das größte Munizip von Paraná. Es liegt 1112 Meter über dem Meeresspiegel.

## Etymologie
Die 1818 gegründete Pfarrei trug den Namen Nossa Senhora de Belém (Unsere Liebe Frau von Bethlehem). Als der Ort zur Vila erhoben wurde, erhielt der Ort den heutigen Namen. Guarapuava kommt aus dem Tupi-Guarani und bedeutet Wilder Wolf (guará = Wolf und puava = wild).

## Geschichte

### Provinz Guayrá
Gemäß dem Vertrag von Tordesillas vom 7. Juni 1494 sollte der gesamte zentrale und westliche Teil des heutigen Bundesstaates Paraná unter spanischer Herrschaft stehen. Während der Iberischen Union (1580–1640), als die spanische Krone auch das portugiesische Gebiet beherrschte, drangen jedoch vom Kapitanat São Paulo aus zahlreiche Expeditionen, die so genannten Bandeiras, in das Innere des Kontinents ein.
Die portugiesische Expansion erreichte schließlich die Ufer des Río de la Plata. Gestoppt wurde sie erst mit dem Vertrag von Madrid (1750), in dem die Grenzen zwischen den spanischen und den portugiesischen Kolonien neu festgelegt wurden.

### Portugiesische Kolonialzeit
Das Gebiet von Guarapuava blieb bis zum Beginn des 19. Jahrhunderts von der portugiesischen Herrschaft unbeeinträchtigt. Es erfolgten jedoch bereits im 18. Jahrhundert Erkundungsexpeditionen, die Tibaji-Expeditionen genannt wurden. In diesem Zug wurden 1770 die Campos de Guarapuva entdeckt.

### Kaiserreich

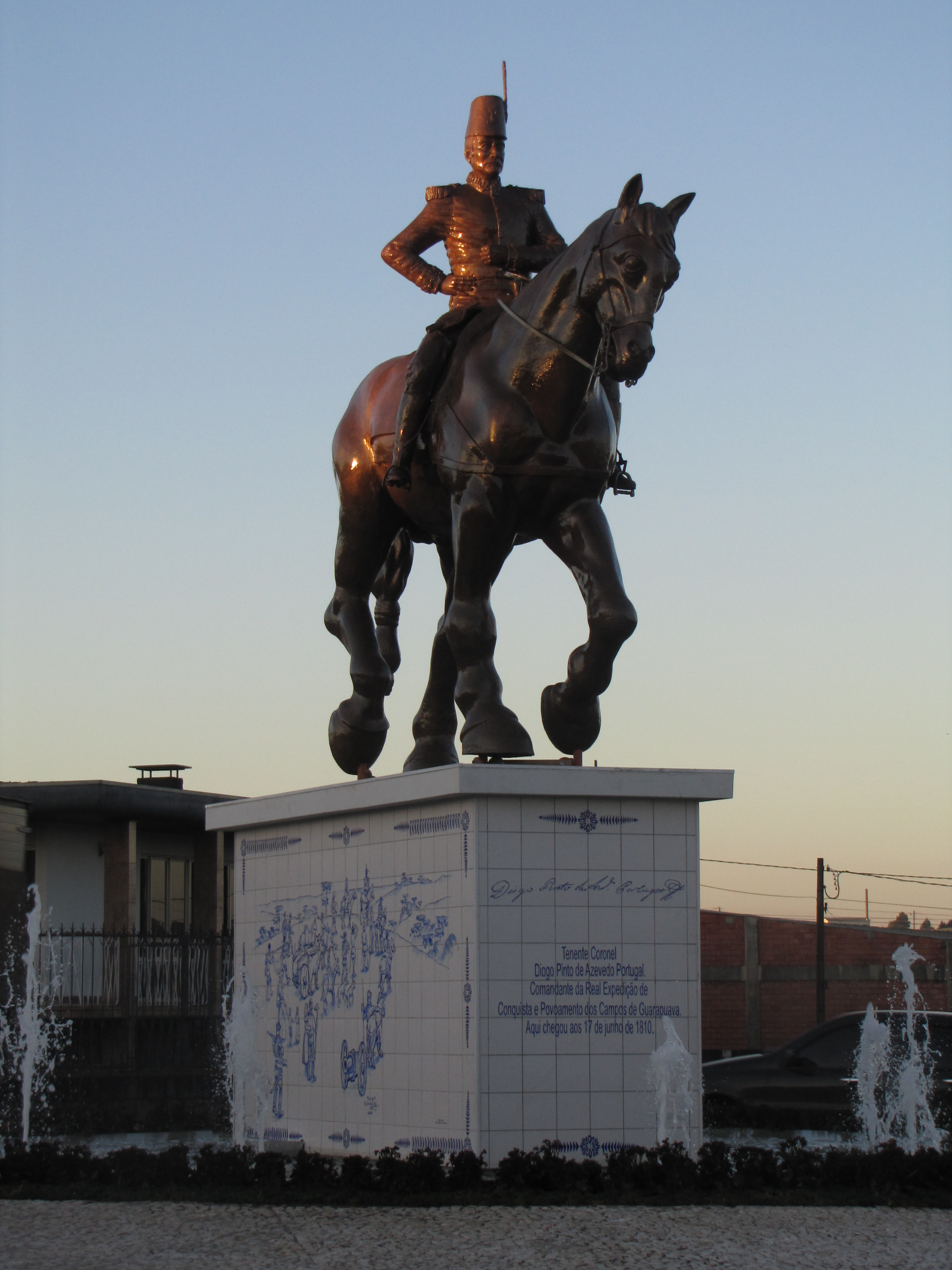
Reiterstandbild von Diogo Pinto de Azevedo Portugal

Gleich zu Beginn des 19. Jahrhunderts beschloss die portugiesische Krone die Organisation einer Expedition, um die Region durch Besiedlung zu besetzen und die neue Grenze zu Spanien zu sichern. Die Real Expedição de Conquista do Povoamento dos Campos de Guarapuava erreichte 1810 unter Führung von Diogo Pinto de Azevedo Portugal die Campos de Guarapuva und errichtete das Fort Atalaia, das den ersten Truppen, ihren Familien und den zugehörigen Siedlern – etwa 300 Familien – Schutz vor den häufigen Angriffen der Indianer bot. Diese gehörten zu den drei Stämmen Camés, Votorões und Cayerés.
Im Gegensatz zu den vorangegangenen Expeditionen von Missionaren entlang des Rio Iguaçu waren die Expeditionen von Diogo Pinto nachhaltiger, da sie Straßen erschlossen, Wälder rodeten und Brücken bauten. So wurde aus den Koran-bang-rê-Feldern der Kaingang die heutige Stadt Guarapuava.
Zwischen 1812 und 1859 war Guarapuava die erste Stadt Brasiliens, die zur Verbannung verurteilte Sträflinge aufnahm. Damit sollte die Region mit einer weißen Bevölkerung besetzt werden.
Offiziell entstand die Stadt mit der Unterzeichnung des Formal de Instalação da Freguesia de Nossa Senhora de Belém am 9. Dezember 1819. Pater Francisco das Chagas Lima hatte im Einvernehmen mit Antônio de Rocha Loures, dem stellvertretenden Kommandanten der königlichen Expedition, die Verlegung der Pfarrei und der Kirche Nossa Senhora de Belém an den heutigen Sitz des Munizips beschlossen.
Pater Chagas versuchte, die Besiedlung auf der Grundlage einiger ästhetischer Kriterien in die Wege zu leiten. Dabei hielt er sich an die Richtlinien der königlichen Charta des Grafen Linhares vom 1. April 1809, in der die Standards für die Gebäude festgelegt waren. Die Kathedrale Nossa Senhora de Belém stellte einen wichtigen Bezugspunkt für die damalige Gesellschaft dar. Der erste Bürgermeister von Guarapuava war Oberst Pedro Lustosa de Siqueira. Am 17. Juli 1852 wurde der Ort in den Rang einer Vila erhoben, die damals noch zur Provinz São Paulo gehörte.

### Erhebung zum Munizip
Guarapuava wurde durch das Provinzgesetz Nr. 12 vom 17. Juli 1852 aus Castro ausgegliedert und in den Rang einer Vila (Vorläufer der heutigen Rechtsform Munizip) erhoben. Es wurde am 9. Juli 1853 als Vila installiert.

## Geografie

### Fläche und Lage
Guarapuava liegt auf dem Terceiro Planalto Paranaense (der Dritten oder Guarapuava-Hochebene von Paraná). Seine Fläche beträgt 3168 km². Es liegt auf einer Höhe von 1112 Metern.

### Vegetation
Das Biom von Guarapuava ist Mata Atlântica.

### Klima
Das Klima ist gemäßigt warm. Es werden hohe Niederschlagsmengen verzeichnet (1880 mm pro Jahr). Im Jahresdurchschnitt liegt die Temperatur bei 17,4 °C. Die Klimaklassifikation nach Köppen und Geiger lautet Cfb.

### Gewässer
Guarapuava liegt in den Einzugsgebieten des Rio Ivaí, des Rio Piquiri und des Rio Iguaçu. Dessen rechter Nebenfluss Rio Jordão bildet die westliche Grenze des Munizips. Zu ihm fließt in südlicher Richtung der Rio Campo Real, der einen Teil der westlichen Grenze markiert, und in westlicher Richtung der Rio Pinhão, der zusammen mit seinem linken Nebenfluss Rio São Jerônimo die südliche Grenze bestimmt. Nach Norden in Richtung Rio Ivaí entwässern der Rio Marrecas und der Rio São Francisco etwa ein Fünftel des Munizipgebiets. 
Weitere Flüsse im Inneren des Munizips:
- Rio da Areia
- Rio Banana
- Rio da Barra (linker Quellfluss des Rio Piquiri)
- Rio Barra Grande
- Rio Cascavelzinho
- Rio Cavernoso
- Rio Coitinho
- Rio Girassol
- Rio Paiquerê (rechter Quellfluss des Rio Piquiri)
- Rio das Pedras
- Rio São João (linker Quellfluss des Rio Ivaí)

### Straßen
Guarapuava ist über die BR-277 mit Cascavel im Westen und Curitiba im Osten sowie über die BR-373 mit Coronel Vivida (Südwesten) und Ponta Grossa (Osten) verbunden. Über die PRC-466 kommt man im Norden nach Turvo.

### Eisenbahn
Guarapuava hat zwei Eisenbahnlinien. Die erste wird von der América Latina Logística (ALL) betrieben. Sie wurde in den 1950er Jahren gebaut. Sie führt über Irati nach Ponta Grossa. Die zweite Linie wurde in den 1990er Jahren gebaut. Sie wird von der Ferroeste befahren und führt bis Cascavel.

### Nachbarmunizipien
| Campina do Simão      | Turvo                                       |                |
| Cantagalo und Goioxim | Kompassrose, die auf Nachbargemeinden zeigt | Prudentópolis  |
| Candói                | Pinhão                                      | Inácio Martins |

## Stadtverwaltung
Bürgermeister: Celso Fernando Góes, Cidadania (2021–2024)
Vizebürgermeister: Samuel Ribas de Abreu, PSD (2021–2024)

## Demografie

### Bevölkerungsentwicklung
| Jahr                   | Einwohner | Stadt    | Land     |
| ---------------------- | --------- | -------- | -------- |
| 1872                   | 8.462     | 90 % (1) | 10 % (2) |
| 1900                   | 13.124    | --       | --       |
| 1920                   | 41.434    | --       | --       |
| 1940                   | 96.235    | 6 %      | 94 %     |
| 1950                   | 67.436    | 11 %     | 89 %     |
| 1960                   | 96.947    | 17 %     | 83 %     |
| 1970                   | 110.903   | 39 %     | 61 %     |
| 1980                   | 158.585   | 57 %     | 43 %     |
| 1991                   | 159.634   | 73 %     | 27 %     |
| 2000                   | 155.161   | 91 %     | 9 %      |
| 2010                   | 167.328   | 91 %     | 9 %      |
| 2021                   | 183.755   | --       | --       |
| (1) Freie, (2) Sklaven |           |          |          |

Quelle: IBGE, bis 2010: Volkszählungen und für 2021: Schätzung

### Ethnische Zusammensetzung
| Gruppe * | 1991    | 2000    | 2010    | wer sich als …                                                                   |
| --- | ------- | ------- | ------- | -------------------------------------------------------------------------------- |
| Weiße | 84,2 %  | 69,1 %  | 69,9 %  | weiß bezeichnet                                                                  |
| Schwarze | 2,3 %   | 2,0 %   | 3,0 %   | schwarz bezeichnet                                                               |
| Gelbe | 0,1 %   | 0,1 %   | 0,7 %   | von fernöstlicher Herkunft wie japanisch, chinesisch, koreanisch etc. bezeichnet |
| Braune | 13,4 %  | 27,8 %  | 26,1 %  | braun oder als Mischung aus mehreren Gruppen bezeichnet                          |
| Indigene | 0,0 %   | 0,6 %   | 0,3 %   | Ureinwohner oder Indio bezeichnet                                                |
| ohne Angabe | 0,0 %   | 0,4 %   | 0,0 %   |                                                                                  |
| Gesamt | 100,0 % | 100,0 % | 100,0 % |                                                                                  |
| *) Das IBGE verwendet für Volkszählungen ausschließlich diese fünf Gruppen. Es verzichtet bewusst auf Erläuterungen. Die Zugehörigkeit wird vom Einwohner selbst festgelegt. |         |         |         |                                                                                  |

Quelle: IBGE (Stand: 1991, 2000 und 2010)

## Religionen
Guarapuava ist Sitz des Bistums Guarapuava.

## Hochschulen
- Universidade Estadual do Centro-Oeste (Unicentro): Sitz in Guarapuava mit den drei Centros de Tecnologias in Guarapuava, Santa Cruz e Irati und den vier Außenstellen in Prudentópolis, Chopinzinho, Laranjeiras do Sul e Pitanga
- Universidade Tecnológica Federal do Paraná (UTFPR)
- Centro Universitário Campo Real (Campo Real)
- Faculdade Guairacá (Guairacá)
- Faculdade Guarapuava (FAG)
- Centro Universitário Ingá (UNINGÁ)

## Kultur und Sehenswürdigkeiten

### Gebäude und Plätze

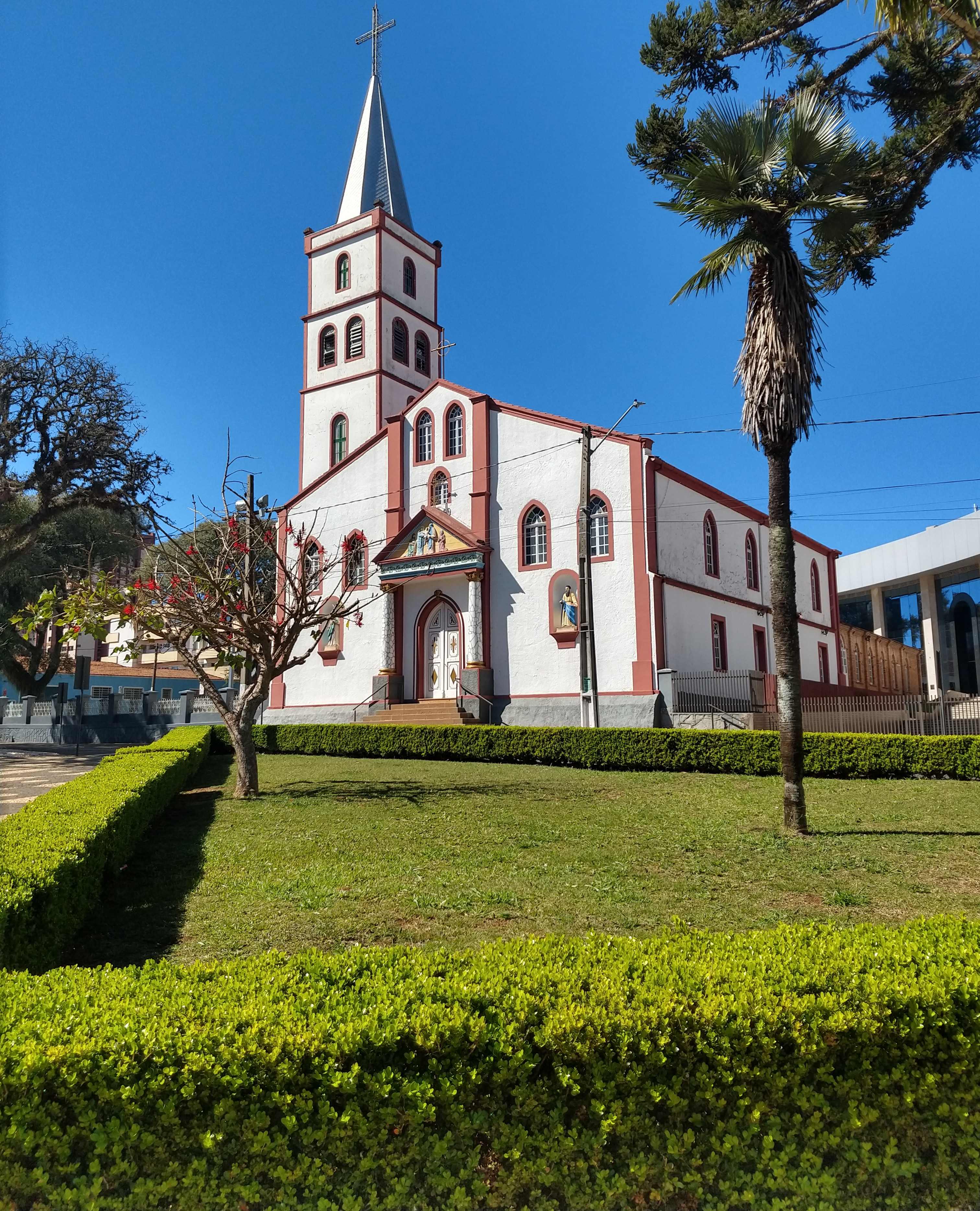
Kathedrale Nossa Senhora de Belém

- Catedral de Nossa Senhora de Belém
- Distrikt Entre Rios (1951 von donauschwäbische Auswanderer gegründet)

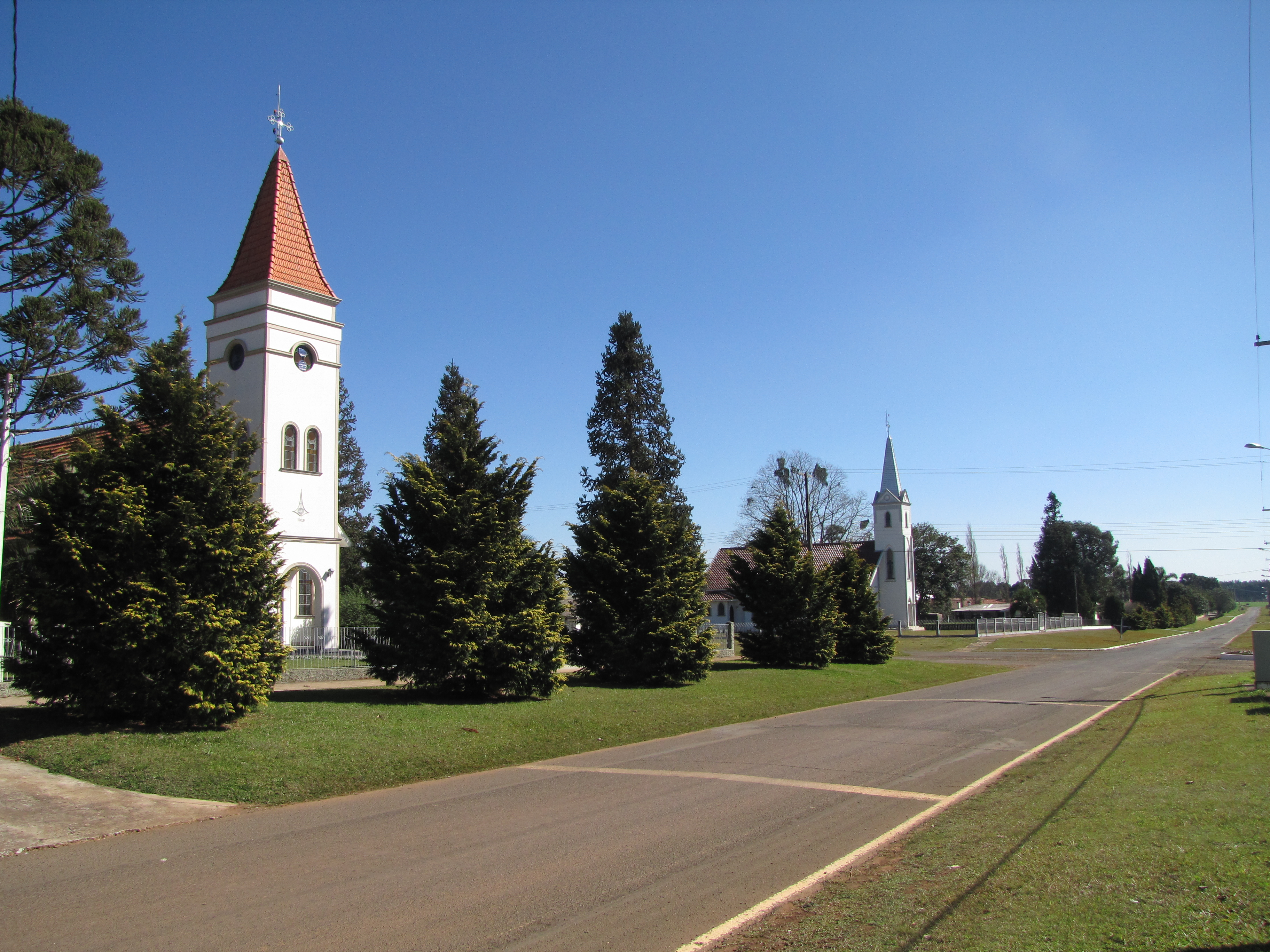
Colônia Cachoeira in Entre Rios

- Praça da Fé
- Praça dos Patriarcas
- Santuário de Schoenstatt

### Museen
- Museu Municipal Visconde de Guarapuava

### Parks
- Lagoa das Lágrimas
- Parque do Lago
- Parque Municipal das Araucárias (mit dem Museu Entomológico Hipólito Schneider)
- Parque Recreativo Jordão
- Salto Curucacas

### Festivals, Feste
- Expogua: Dies ist die größte Messe der Region, die jedes Jahr stattfindet. Es werden Rinder, Pferden und anderen Zuchttiere vorgestellt. Hinzu kommen Versteigerungen von Tieren. Mehrere Unternehmen stellen landwirtschaftliche Fahrzeuge und auch Agrarprodukte aus. Es treten bekannte Country-Sänger auf. Rodeos runden die Feierlichkeiten ab.

- Festival da Melhor Idade (Seniorenfestival): Es handelt sich um ein Festival, das zwischen August und Oktober von der Präfektur veranstaltet wird. Die besten Tanzgruppen aus verschiedenen Städten des Südens treten gegeneinander an.

- Festa da Peixada: Das traditionelle deutsche Fischeintopf-Fest wird im Distrikt Entre Rios im Oktober gefeiert. Die Hauptattraktionen sind deutsche Bands, traditionelle Tänze, gegrillter Fisch und jede Menge Bier. Die Teilnehmer kommen aus der ganzen Region. Auf diesem Festival spielen normalerweise Bands aus Deutschland.

## Wirtschaft

### Kennzahlen
Mit einem Bruttoinlandsprodukt pro Einwohner von 33.639,89 R$ (rund 7.500 €) lag Guarapuava 2019 an 139. Stelle der 399 Munizipien Paranás.
Sein hoher Index der menschlichen Entwicklung von 0,731 (2010) setzte es auf den 78. Platz der paranaischen Munizipien.